# Blake Reynolds
Blake Reynolds (ur. 30 października 1996 w Jackson) – amerykański koszykarz występujący na pozycjach niskiego lub silnego skrzydłowego.
28 lipca 2020 zawarł kontrakt ze Stelmetem BC Zielona Góra. 20 lutego 2021 opuścił klub.

## Osiągnięcia
Stan na 24 lutego 2021, na podstawie, o ile nie zaznaczono inaczej.
NCAA
- Uczestnik rozgrywek:
  - II rundy turnieju NCAA (2016)
  - turnieju NCAA (2016, 2019)
- Mistrz:
  - turnieju Ivy League (2019)
  - sezonu regularnego Ivy League (2016, 2019)
- Laureat John C. Cobb Award (2016)

Drużynowe
- Zdobywca:
  - Pucharu Polski (2021)[5]
  - Superpucharu Polski (2020)[6]

Indywidualne
- Zaliczony do I składu kolejki TBL (1, 10 – 2020/2021)[7][8]